# Stop Making Sense
Stop Making Sense ist ein Konzertfilm der Talking Heads unter der Regie von Jonathan Demme. Er wurde 1983 an drei Abenden während einer Promotiontour für das Album Speaking in Tongues aufgezeichnet. Der Film war einer der ersten, bei deren Produktion digitale Audiotechnik zum Einsatz kam.
Der Film unterscheidet sich in mehreren Punkten von anderen Rock-Konzertmitschnitten:
- Bis zum letzten Song (Crosseyed and Painless) gibt es keine direkten Aufnahmen des Publikums; es ist nur bei einigen Großaufnahmen und Aufnahmen aus dem Bühnenhinteren zu sehen. Im Kommentar zur DVD begründet David Byrne dies damit, dass es dem Zuschauer ermöglicht werden soll, sich seine eigene Meinung zum Auftritt der Band zu bilden. Diese solle hoffentlich mit der des zum Schluss gezeigten Publikums übereinstimmen.
- Byrne wollte die Musiker nicht durch farbige Lichter beleuchten. Daraus resultierten einige ungewöhnliche Lichteffekte während der einzelnen Songs.
- Byrne wollte so wenig „Störungen“ wie möglich auf der Bühne haben. Wasserflaschen waren nicht erlaubt, und die meisten Requisiten waren in mattem Schwarz lackiert, um Reflexionen zu vermeiden.

Der Vorspann verwendet einen ähnlichen Stil wie Stanley Kubricks Dr. Seltsam. Bei beiden Filmen war Pablo Ferro der Gestalter des Vorspanns. Auch der Trailer des Films spielt auf Dr. Seltsam an.

## Ablauf des Konzerts
Leadsänger Byrne betritt die Bühne mit einem Kassettenrekorder und einer akustischen Gitarre und kündigt an, ein Band abspielen zu wollen. Während es so scheint, als käme die rhythmische Begleitung zu Psycho Killer von diesem Band, wurde sie tatsächlich von einem Drumcomputer über das Mischpult eingespielt.
Nacheinander treten Tina Weymouth, Chris Frantz und Jerry Harrison auf. Unterstützt werden die Talking Heads in der Folge von weiteren Musikern: den Background-Sängerinnen Ednah Holt und Lynn Mabry, dem Keyboarder Bernie Worrell, dem Schlagzeuger Steve Scales und dem Gitarristen Alex Weir. Der erste Song, der von allen Musikern gespielt wird, ist Burning Down The House.
Im späteren Teil des Konzerts verlässt Byrne die Bühne und der Rest der Besetzung spielt als Tom Tom Club den Song Genius Of Love. Anschließend tritt Byrne wieder auf, in einem „Big Suit“, einem absurd überdimensionierten Anzug, der zum Teil vom japanischen Nō-Theater inspiriert ist und nicht nur für Byrne, sondern für den gesamten Film zu einem Markenzeichen wurde.

## Auszeichnungen
1985 wurde Stop Making Sense mit dem Award der National Society of Film Critics als bester Dokumentarfilm ausgezeichnet. 2021 wurde der Film in das National Film Registry aufgenommen.

## Kritiken
- Der Spiegel, 46/1984: Scheinbar nüchtern, ohne die üblichen Zwischenschnitte aufs jubelnde Publikum, ohne störende Backstage-Streiflichter und langweilige Musiker-Interviews, hält er in Bild und Ton brillant fest, was auf der Bühne passiert.

- Lexikon des internationalen Films: Der Live-Auftritt wird einfühlsam-sachlich und schnörkellos, aber technisch perfekt eingefangen. Die Band besticht durch außergewöhnliche musikalische Bandbreite, mitreißende Dynamik und ausgelassenen parodistischen Witz. Für Freunde der Rockmusik rundum empfehlenswert.[3]

## Veröffentlichungen
Die Version von Once in a Lifetime aus dem Film wurde als Single veröffentlicht und im Vorspann von Zoff in Beverly Hills verwendet. In Europa war darüber hinaus Slippery People sehr erfolgreich und erschien 1991 auf einem Greatest-Hits-Album.
Für die erste Veröffentlichung auf Video wurden die Songs I Zimbra, Big Business und Cities restauriert und als „Special Edition“ auf den Markt gebracht. In der Ausgabe von 1999 waren diese Songs nicht mehr enthalten. Spätere Video- und DVD-Veröffentlichungen enthielten sie wieder in unrestaurierter Fassung im Anschluss an den Film.
2009 erschien eine „remastered“ Version in High Definition (Bild und Ton) auf Blu-ray Disc.
Im Frühling 2024 wurde 40 Jahre nach der Erstveröffentlichung des Films eine restaurierten Fassung in Kinos aufgeführt. Die Premiere dieser Fassung fand am 11. September 2023 beim Toronto International Film Festival statt.

## Soundtrack-Album
Das Soundtrack-Album wurde ursprünglich 1984 veröffentlicht und enthielt lediglich neun, zum Teil stark bearbeitete Songs. 1999 wurde das Album erneut veröffentlicht, diesmal mit allen Songs und nur geringer Nachbearbeitung.

## Songs
1. Psycho Killer
2. Heaven *
3. Thank You for Sending Me an Angel *
4. Found a Job *
5. Slippery People
6. Burning Down the House
7. Life During Wartime
8. Making Flippy Floppy *
9. Swamp
10. What a Day That Was (aus The Catherine Wheel)
11. This Must Be the Place (Naive Melody) *
12. Once in a Lifetime
13. Genius of Love (vom Tom Tom Club) *
14. Girlfriend Is Better
15. Take Me to the River
16. Crosseyed and Painless *

(* Auf dem Album von 1984 nicht enthalten.)

## Einfluss
- Der übergroße kastenförmige Anzug von Sänger David Byrne im Film inspirierte die polnische Musikerin Monika Brodka in Bezug auf das Kostüm-Design für den Videoclip zu ihrem Song Game Change von 2021, in Zusammenarbeit mit der Modedesignerin Zuzanna Markiewicz.[6]